# Friedrich von Stolberg
Friedrich von Stolberg (mort en 1314) est un religieux allemand.

## Biographie
Friedrich vient de la maison de Stolberg qui a de nombreuses liaisons avec d'autres maisons. Bien qu'en minorité lors de l'élection du chapitre qui choisira comme nouvel évêque de Wurtzbourg Gottfried III von Hohenlohe en 1313, il est soutenu par Louis IV du Saint-Empire. Il meurt pendant la Curie romaine. En 1317, tous les partis conviennent de Gottfried III.

## Source, notes et références
- (de) Cet article est partiellement ou en totalité issu de l’article de Wikipédia en allemand intitulé « Friedrich von Stolberg » (voir la liste des auteurs).